# Deidra and Laney Rob a Train
Pour plus de détails, voir Fiche technique et Distribution.
Deidra and Laney Rob a Train est un film américain réalisé par Sydney Freeland, sorti en 2017.

## Synopsis
Alors que leur mère est en prison, deux sœurs commencent à cambrioler des trains.

## Fiche technique
- Titre : Deidra and Laney Rob a Train
- Réalisation : Sydney Freeland
- Scénario : Shelby Farrell
- Musique : Mark Orton (en) et Joel Pickard
- Photographie : Quyen Tran
- Montage : Michael Taylor
- Production : Susan Cartsonis et Nick Moceri
- Société de production : General Population et Storefront Pictures
- Pays :  États-Unis
- Genre : Comédie dramatique
- Durée : 92 minutes
- Dates de sortie : 
  - Netflix : 17 mars 2017

## Distribution
- Ashleigh Murray (VF : Adeline Chetail) : Deidra Tanner
- Rachel Crow (VF : Maryne Bertieaux) : Laney Tanner
- Lance Gray (VF : Virginie Hénocq) : Jet Tanner
- Danielle Nicolet (VF : Nathalie Homs) : Marigold Tanner
- Arturo Castro (VF : Taric Mehani) : Carlos McMillan
- Gage Bradley : Derek
- Nick Moceri : M. Morrissey
- Clément Bauer : Taylor
- Sasheer Zamata (VF : Géraldine Asselin) : Mlle Spencer
- Brooke Markham (VF : Jessica Barrier) : Claire
- Sabrina Haskett : Darlene
- Amanda Corbett : Katie Lynn
- Missi Pyle (VF : Sybille Tureau) : Mme Fowler
- Kinna McInroe (VF : Véronique Soufflet) : Gloria
- Forrest Lorrigan : Marco
- Myko Olivier (VF : Geoffrey Loval) : Jerry
- David Sullivan (VF : Jérôme Pauwels) : Chet Tanner
- Tim Blake Nelson (VF : Pierre Margot) : Victor Truman
- Sharon Lawrence (VF : Nathalie Karsenti) : Veronica

## Distinctions
Le film a reçu un accueil favorable de la critique. Il obtient un score moyen de 65 % sur Metacritic.